# Castro Caldelas
Castro Caldelas és un municipi del nord de la província d'Ourense a Galícia. Pertany a la comarca de Terra de Caldelas.

## Geografia
Està situat al vessament septentrional del gran nus orogràfic format per les serres de San Mamede i Queixa, al massís Central Ourensà. El terme municipal de setze parròquies i 86 entitats de població, s'organitza entorn de la capital, Castro Caldelas que és, a més, el centre històric i funcional de la Comarca de Terra de Caldelas. El més interessant és el conjunt de la vila –emplaçada estratègicament– amb la fortalesa medieval que la remata.

## Demografia
| 5.441 | 4.934 | 4.330 | 3.430 | 1.833 |
| Fonts: INE i IGE (Els criteris de registre censal variaren i les dades de l'INE i de l'IGE poden no coincidir.) |       |       |       |       |

## Història
A la 'veiga' de Sas hi ha una roca gravada amb petròglifs en forma de cova. A l'edat del ferro es desenvolupa la Cultura Castrexa. S'hi troben restes a Castro de Paradela, Castriño da Cerca (serra de Mazaira) o Outeiro da Torre (San Martiño).
La romanització hi va arribar entre el 137 aC i el 19 aC. Per aquesta zona va passar la Via Nova de Braga a Astorga. Els romans van sovintejar-hi, buscant-hi or, i en van trobar. A la vila de Burgo van construir la Mansio Praesidium, parada dels viatgers que feien aquest camí. En tota aquesta zona hi ha nombroses restes arqueològiques.
Després de l'arribada dels sueus l'any 409 i la formació del regne de Galícia, el cristianisme s'hi va difondre. La ribera del riu Sil s'omple d'ermites cristianes que en colonitzen els congostos acinglerats. El 573 es crea el monestir de San Pedro de Rocas. El segle ix hi ha les primeres referències amb el nom actual.
Durant l'edat mitjana es construeixen dos monestirs, el de San Xoán de Camba i el de San Paio de Abeleda. Del primer se'n tenen notícies de l'any 963, tot i que a les seves ruïnes hi trobem sarcòfags que poden ser del segle VII. La fundació del de San Paio de Abeleda podríem situar-la cap al segle x, però fins al 1127 no trobem documentació que en certifiqui l'existència.
Una altra de les obres arquitectòniques que marca l'edat Mitjana és el castell de Castro Caldelas. Durant el segle x la família Gutier Menéndez va adquirir les terres de Caldelas gràcies a les donacions dels reis Sanç Ordoni, Ramir II i Ossino. L'època medieval va ser de gran esplendor. Al segle xii es va convertir en vila del patrimoni reial gràcies als furs que el 1172 li va concedir Ferran II, rei de Galícia, Lleó i Astúries, i, en acabat, el 1228, Alfons IX. Al segle xiv va passar al senyor Pedro Fernández de Castro per donació del rei Alfons XI, encara que aviat passaria a mans dels comtes de Lemos.
El castell de Castro Caldelas va ser testimoni d'episodis històrics com les guerres irmandiñas, entre les quals la tradició oral situa el mariscal Pero Pardo de Cela, així com de l'assentament d'una important colònia jueva, les làpides funeràries de la qual es poden veure avui dia al centre de la vila.
Bona part de la fortalesa va ser enderrocada durant les revoltes irmandiñas. Les va reconstruir el senyor Rodrigo Enríquez Osorio, comte de Lemos, a base d'augmentar considerablement els impostos als veïns, fet que va motivar plets entre el municipi i el comte a l'Audiència de Valladolid. Finalment, el 1534, els va resoldre el rei Carles I a favor dels veïns.
Durant l'edat Moderna aquesta fortalesa bigarrada es va convertir en una construcció renaixentista de caràcter marcadament palatí. L'últim episodi militar que el castell va protagonitzar va ser durant la guerra de la Independència, amb l'atac dirigit pels habitants de Castro Caldelas al quinzè regiment de la divisió del general Marchand. Com a represàlia, Marchand va ordenar incendiar la vila i el castell. En aquest incendi es va perdre molta documentació sobre la història de la comarca. A partir del 1794 la distinció de Lemos es va incorporar a la casa d'Alba a través del xviii comte de Lemos, Carlos Miguel Fitz-James Stuart. L'edifici va estar habitat fins al segle xix per Sol Stuart, parent dels ducs d'Alba.

## Parròquies
- Alais (San Pedro)
- O Burgo (San Pedro)
- Camba (San Xoán)
- Castro Caldelas (San Sebastián)
- Folgoso (Santiago)
- Mazaira (Santa María)
- Paradela (San Vicenzo)
- Pedrouzos (San Mamede)
- Poboeiros (San Xoán)
- San Paio de Abeleda (San Paio)
- Santa Tegra de Abeleda (Santa Tegra)
- Sas de Penelas (San Fiz)
- Trabazos (Santa Olaia)
- Tronceda (Santiago)
- Vilamaior de Caldelas (Santa María)
- Vimieiro (San Xoán)